# (3148) Grechko
(3148) Grechko (1979 SA12; 1964 BE; 1973 QV1) ist ein ungefähr 17 Kilometer großer Asteroid des äußeren Hauptgürtels, der am 24. September 1979 vom russischen (damals: Sowjetunion) Astronomen Nikolai Stepanowitsch Tschernych am Krim-Observatorium (Zweigstelle Nautschnyj) auf der Halbinsel Krim (IAU-Code 095) entdeckt wurde. Er gehört zur Themis-Familie, einer Gruppe von Asteroiden, die nach (24) Themis benannt ist. (3148) Grechko ist einer wenigen bekannten Asteroiden des Hauptgürtels (Stand: 14. September 2020), bei denen sowohl die Bahnneigung als auch die Länge des aufsteigenden Knotens kleiner als ein Grad ist (weitere sind zum Beispiel (17473) Freddiemercury und (22442) Blaha).

## Benennung
(3148) Grechko wurde nach dem russisch-sowjetischen Raumfahrer Georgi Michailowitsch Gretschko (1931–2017) benannt, drei Raumflüge mit astronomischen und geophysikalischen Beobachtungen und Forschungen unternahm.